# ساندرا كوفمان
ساندرا كوفمان (من مواليد 10 مايو 1962) هي أخصائية في الهندسة الكهربائية والفيزياء من كوستاريكا. وهي معروفة للغاية بسبب عملها في وكالة ناسا في مشاريع مختلفة. وقد أبرزت منظمة الأمم المتحدة للمرأة بروفايلها عن كونها مثالًا إيجابيًا للنساء، لا سيما الشباب والأطفال. عملت كوفمان لمدة 25 عامًا في مركز غودارد للطيران الفضائي التابع لوكالة ناسا في جرينبيلت، وعملًا في بعثات مثل المهمة إلى المريخ مافين، والساتل البيئي التشغيلي المستقر بالنسبة إلى الأرض GOES-R. تشغل حاليًا منصب نائب مدير قسم علوم الأرض في مديرية البعثات العلمية بمقر ناسا في واشنطن العاصمة. كوفمان، التي بدأت كمتعهدة مع وكالة ناسا في 1 فبراير 1988 وأصبحت موظف في ناسا في 11 فبراير 1991. كوفمان هي أول امرأة من كوستاريكا تقود مهمة متعلقة بالمريخ.

## السيرة الذاتية
ولدت كوفمان، ابنة ماريا جيرونيما روخاس، في كوستاريكا في منزل وحيد غير محدود الموارد في هاتيلو. ترعرعت في فقر مدقع، لكنها رفضت التخلي عن حبها لعلوم الفضاء. وقد استلهمت كوفمان من الهبوط على سطح القمر الأول، وذكّرت بأنها أخبرت والدتها بأنها أيضًا أرادت الذهاب إلى القمر. تذكر كوفمان أنها كانت تعاني من طفولة صعبة، تتحرك في كثير من الأحيان ومع أمها تعمل في وظيفتين أو ثلاث في وقت واحد. ولكن والدتها أيدت أحلام كوفمان، وكلما ظنت كاوفمان أن الأمور صعبة للغاية، نظرت إلى أمها للإلهام.
إلتحقت كوفمان بجامعة كوستاريكا قبل أن تنتقل إلى جامعة جورج ماسون حيث تخصصت في الهندسة والفيزياء. حصلت كوفمان على درجة الماجستير في الهندسة الكهربائية من جامعة جورج ماسون. في جورج ماسون، تعلمت الإنجليزية.

## المهنة
عملت ساندرا كوفمان في بعثات مختلفة لوكالة ناسا. في السابق كانت نائبة مدير مشروع بعثة الغلاف الجوي وتطور تطور المريخ (مافن). مع هذا الموقف، أصبحت معروفة على نطاق واسع في بلدها الأم، كوستاريكا. تم الاعتراف بها شخصيًا من قبل ناسا مع ميدالية الإنجاز الاستثنائي لعملها على مافن. كما تم منح كوفمان جائزة تحسين اكتساب ناسا وميدالية القيادة الاستثنائية ناسا. بعد ذلك، عملت نائبة مدير برنامج نظام الأقمار الصناعية GOES-R. حاليًا هي مساعد مدير قسم علوم الأرض في ناسا.
اعتبارًا من عام 2014، كانت واحدة فقط من 4 كوستاريكيين يعملون في وكالة ناسا. في العديد من المشاريع التي عملت عليها، بما في ذلك بعثة تلسكوب هابل الفضائي 1، كانت غالبً المهندسة الوحيدة في الفريق. قامت كوفمان بإلقاء محاضرة تيد إكس في عام 2014 لإلهام الشباب ليحلموا. تريد كوفمان من جميع الشباب أن يعتقدوا أنه حتى لو كانوا قد جاءوا من أسرة فقيرة ، فلا يزال بإمكانهم الوصول إلى أهدافهم. بعد تقاعدها، تخطط للمساعدة في دعم العلوم والتكنولوجيا والهندسة والرياضيات للشباب في كوستاريكا. في عام 2016، ساعدت كوفمان ستة من طلاب المدارس الثانوية من كوستاريكا لزيارة كيب كانافيرال كضيوف لكبار الشخصيات لإطلاق القمر الصناعي GOES.

## روابط خارجية
- TEDx talk (video)
- MAVEN Profiles (video)